# Lemberg (виставковий центр)

Вигляд з вул. Кукурудзяної

«Lemberg» —  найбільший на правобережній Україні виставковий центр, розташований у Львові на вулиці Богдана Хмельницького, 176. Відкрито 26 лютого 2008 року . Займає виставкову площу в 7 000 м² у приміщенні та 12 000 м² на вулиці.